# Baia turcească

Baia turcească, 1862; 110 cm diametru Ulei pe pânză lipită pe lemn Louvre, Paris

Baia turcească este o pânză pictată de Jean Auguste Ingres în anul 1862.

## Descriere
Tabloul înglobează toate frumusețile goale care i-au traversat opera. Artistul pictează această capodoperă la vârsta de 80 de ani. Este în culmea carierei sale. Abordând acest subiect, pictorul ilustrează admirația sa pentru antichitate, precum și anumite similitudini cu motivele orientale foarte la modă în secolul XIX-lea. Artistul a citit povestirea scrisă de Lady Montagu, o scriitoare engleză din sec. XVIII-lea, soția ambasadorului Marii Britanii la Constantinopole, în care aceasta descrie cea mai frumoasă baie turcească din oraș: "Erau acolo aproape două sute de femei care se îmbăiau (...). Doamnele erau tolănite pe divanuri acoperite cu perne și covoare bogate. Sclavele le pieptanau."
În partea centrală a tabloului recunoaștem figura Femeii care se îmbăiază, cântând la mandolină. Femeia care stă întinsă în partea dreaptă pe perne ne amintește de "Antiope" sau "Odalisca cu scalva". Este soția artistului, Madeleine Chapelle, pe care Ingres a pictat-o de nenumarate ori. Văzută din profil cu mâinile împreunate, femeia cu plete blonde este poate chiar Lady Montagu, care privește cu atenție întreaga scenă, păstrând totuși distanța.
Tabloul, destinat prințului Napoleon, fiul împăratului Napoleon al III-lea, a fost returnat de soția prințului, prințesa Clotilde, care l-a considerat prea indecent. În anul 1862, artistul schimbă forma initială pătrată a tabloului. Forma rotundă îl constrânge pe pictor să cuprindă în tablou și personajul care doarme în partea dreaptă a tabloului. De asemenea trebuie să adauge în tablou, în partea stângă, figura unei femei care cântă la tamburină, iar în fundal o femeie cu turban.
Carnația trupurilor oferă o întreagă gamă cromatică, începând de la alb până la negru, trecând prin tonuri de galben și maro. Lumina se revarsă numai asupra unei singure femei și anume asupra aceleia din tabloul Femeie care se îmbăiază. Ea este pictată în cu totul alt stil decât tovarășele ei, ceea ce conferă întregii scene o notă ireală. Baia turcească este un vis al artistului a cărui viață se apropie de sfârșit.